# الصحة النفسية في ماليزيا

أشارت دراسة استقصائية أجريت عام 2015 إلى أن ما يقرب من 40% من سكان كوالالمبور استوفوا معايير الاضطراب النفسي

الصحة النفسية في ماليزيا تشمل انتشار الاضطرابات النفسية، وعبئها الاجتماعي والاقتصادي، وعلاجها في ماليزيا. أشارت الدراسات إلى ارتفاع معدل انتشار الاضطرابات النفسية بين المراهقين والبالغين في ماليزيا. على سبيل المثال، أشارت دراسة استقصائية أجريت عام 2015 إلى أن ما يقرب من 40% من البالغين في العاصمة الماليزية كوالالمبور استوفوا معايير الاضطراب النفسي. علاوة على ذلك، وُجد أن انتشار الاضطرابات النفسية بين السكان الماليزيين قد زاد ثلاثة أضعاف بين عامي 1996 و2015. وقد عُزي ذلك إلى التغيرات الثقافية ونمط الحياة السريعة، مما أدى إلى زيادة مستوى الإجهاد المتصور بين سكان ماليزيا.

## الصحة النفسية للمراهقين

### المسح الوطني للصحة والاعتلال 2022

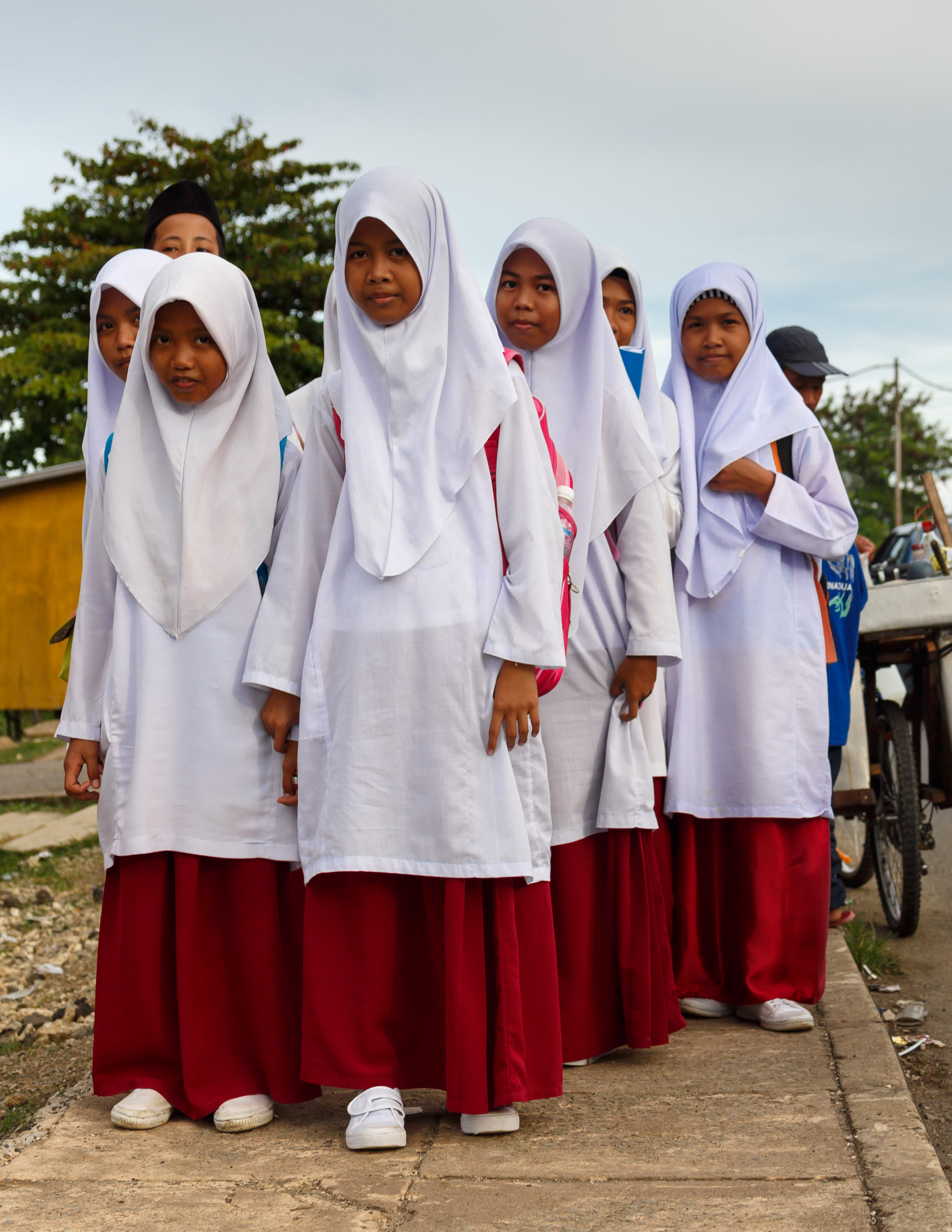
الفتيات في ماليزيا أكثر عرضة من الفتيان للإصابة بالاكتئاب والوحدة والأفكار الانتحارية.

أشارت دراسة استقصائية أجرتها وزارة الصحة عام 2022 إلى أن انتشار الاضطرابات النفسية والوحدة والأفكار الانتحارية قد زاد بين المراهقين الماليزيين، مقارنة بالسنوات السابقة التي أجريت فيها الدراسة.

#### الاكتئاب
26.9% من المراهقين استوفوا معايير الاكتئاب. كان انتشار الاكتئاب أعلى بين المراهقات الإناث منه بين المراهقين الذكور، حيث عانت 36.1% من الإناث من الاكتئاب، مقارنة بـ 17.7% من الذكور.

#### الوحدة
16.2% من المراهقين أبلغوا عن شعورهم بالوحدة "معظم الوقت أو دائمًا". كان انتشار الوحدة أعلى بكثير بين المراهقات الإناث منه بين المراهقين الذكور، حيث أبلغت 20.3% من الإناث عن شعورهن بالوحدة، مقارنة بـ 11.6% من الذكور.

#### الانتحار
- 13.1% من المراهقين عانوا من أفكار انتحارية (18.5% من الإناث و 7.6% من الذكور)[4]
- 10% من المراهقين وضعوا خطة انتحارية (14.3% من الإناث و 5.7% من الذكور)[4]
- 9.5% من المراهقين حاولوا الانتحار (13.4% من الإناث و 5.7% من الذكور)[4]

## الصحة النفسية للبالغين
أشارت دراسة استقصائية أجريت عام 2015 على 29,460 بالغًا ماليزيًا إلى أن 29.2% من المستجيبين استوفوا معايير الاضطراب النفسي. وبالمقارنة، استوفى 10.7% من البالغين الماليزيين معايير الاضطراب النفسي في عام 1996.
بلغ انتشار الاضطرابات النفسية 39.8% للبالغين الذين يعيشون في العاصمة الماليزية كوالالمبور.

## خدمات الصحة النفسية
أشارت دراسة أجريت عام 2018 إلى أن ماليزيا لديها نسبة 1.27 طبيب نفسي لكل 100,000 شخص، مع وجود نسبة أعلى بكثير في العاصمة كوالالمبور مقارنة بالمناطق الريفية.
يُقدر أن 20% فقط من الماليزيين الذين يعانون من اضطراب نفسي سيتلقون علاجًا احترافيًا. وقد عُزي ذلك إلى الوصمة الاجتماعية حول المرض النفسي ونقص الوعي بمشاكل الصحة النفسية.